# Вожагов, Владимир Кондратьевич
Владимир Кондратьевич Вожагов (род. 9 мая 1940, Караганда) — инженер-механик, сотрудник аппарата Госснаба СССР и руководитель созданного в 1992 году на базе Госснаба СССР предприятия ОАО "Федеральная контрактная корпорация «Росконтракт».

## Биография
Родился в 1940 году в Караганде.
- В 1965 году окончил Уральский политехнический институт, инженер-механик.
- В 1966—1983 гг. — на Уралмашзаводе: мастер, старший мастер, начальник участка, начальник сборочных цехов, заместитель главного инженера по подготовке производства, заместитель директора по производству.
- в 1978—1980 гг. — главный инженер на Уралмашзаводе.
- в 1980—1983 гг. — секретарь парткома Уралмашзавод;
- в 1983—1986 гг. — начальник ВПО «Союзметаллургмаш»;
- в 1986—1990 гг. — начальник управления, заместитель председателя Госснаба СССР
- с июля 1990 по ноябрь 1991 — председатель Государственного комитета РСФСР по материально-техническому обеспечению республиканских и региональных программ
- в 1991—1992 гг. — первый заместитель министра торговли и материальных ресурсов РФ (министр — Анисимов С. В.) — председатель Комитета по материальным ресурсам;
- с 1992 г. — заместитель генерального директора (директор — Анисимов С. В.), с 1995 — председатель правления, c 1996 года — генеральный директор Федеративной корпорации «Росконтракт» — бывшего Госснаба СССР.[1]
- с 2001 — наст. время член совета директоров ОАО"Росконтракт"

Был деловым партнером Андрея Козицына — продал ему 38 % Учалинского ГОКа (Башкирия), входил в совет директоров «Святогора».
Принимал участие в разработке проектов уникального шагающего экскаватора ЭШ-100/100, был чл. Государственной комиссии, сдававшей экскаватор горнякам. Руководил монтажом двух машин непрерывного литья заготовок для Липецкого металлургического завода; оснащением производства для выпуска буровых 3000 ЭУК и экскаваторов ЭКТ-20.
Принимал участие в разработке проектов для реконструкции ПО «Уралмаш», участвовал в реконструкции металлургических цехов, в работе по пуску цехов, производивших товары народного потребления, нового сварочно-сборочного завода, завода литья и поковок в г. Невьянске, Буланашского машиностроительного завода, в строительстве Дворца культуры УЗТМ.

## Награды
- Орден Почёта (6 июля 2000) — за заслуги перед государством, высокие достижения в производственной деятельности и большой вклад в укрепление дружбы и сотрудничества между народами[3]
- Заслуженный машиностроитель Российской Федерации (1993)
- Орден Трудового Красного Знамени (1981)
- Медали